# 葛城王牌
葛城王牌（日语：カツラギエース），是日本純種競賽馬匹。生涯活躍於中距離賽事，爲首匹勝出日本盃的日本賽駒。

## 出賽前
1980年4月24日出生於北海道三石町（今新日高町）片山專太郎牧場，被馬主野出長一購入。
其後交由栗東訓練中心練馬師土門一美訓練。

## 競賽生涯

### 3歲（現2歲）
1982年9月19日出戰阪神競馬場的2歲新馬，比賽途中以凌厲的姿態拉開對手8馬位大勝。
其後出戰條件戰荻特別獲得第二，再出戰龍膽特別及京都三歲錦標分別獲得第一及第三。

### 4歲（現3歲）
1983年首戰爲京都四歲錦標，但未能發揮實力因而以包尾完賽。
3月19日出戰條件戰春蘭賞，再次以輕鬆的姿態贏得冠軍。
其後出戰八大競走中的皋月賞，獲得第七人氣。比賽開始後，其採取先行戰術，但於進入直路後因爲不熟習大爛地賽道而未能發揮本身實力以第十一落敗。
完成皋月賞後，其出戰重賞NHK盃，雖然不被看好，但仍然於比賽途中成功爆發實力掄元，贏得首場重賞勝利。
5月29日出戰東京優駿（日本打吡），雖然獲得第三人氣，但最終以第六名完賽
完成打吡後，緊接出戰6月的中京四歲特別，但最終憾負於Nipon Pillow Winner獲得第二名。
經過夏季放草後，其出戰秋季首戰神戶新聞盃，僅敗給Suzuka Koban獲得第二。
其後出戰京都新聞盃，比賽途中選擇先行戰術，於直路一舉超越領放的Lead Hoyu並繼續加速，最終以6馬位的巨大優勢奪冠。
其憑藉此勢頭出戰11月13日的菊花賞，但於直路上因爲長途適性不佳而失速沉底，最終以第二十名大敗。

### 5歲（現4歲）
1984年年初，由於陣營經過菊花賞後判斷其不適合出戰長途賽事，因而決定將目標定位寶塚紀念及秋季天皇賞。
本年度首戰爲鳴尾紀念，最終以第四名完賽。
其後出戰二級賽產經大阪盃，比賽途中憑藉良好的節奏及速度，成功於1984年日本賽馬引入分級制後贏得生涯首個分級賽冠軍。
5月13日出戰京阪盃，儘管帶有58.5公斤的不利負重，但仍然獲得第一人氣。比賽開始後，其處於先頭位置推進，最終於直路成功加速衝刺以2馬位優勢率先衝線，再次獲得分級賽冠軍。
6月3日出戰寶塚紀念，爲其首次出戰一級賽。由於本次比賽上年度獲得三冠馬頭銜的千明代表避戰，而1982年菊花賞馬Horisky及本年度春季天皇賞得主Monte Fast實力受到質疑，因而葛城王牌獲得第一人氣。比賽開始後，其隨即搶佔位置於第二的位置推進，緊跟前方的領放馬。進入直路後，其迅速發力衝刺，並成功率先於馬群途中充衝出，最終以1 1/4馬位優勢及破紀錄的2分12.1秒時間率先衝線，贏得首個一級賽冠軍。
其後出戰高松宮盃，但於直路上被外檔的Kyoei Rare超越，自身亦無法保持速度，最終以第五完賽。
放草過後出戰秋季首戰每日王冠，於菊花賞後再次與千明代表決戰。比賽好似後，其選擇先行戰術，並於前方位置通過最後彎道。進入直路後，後方的千明代表奮力追趕，而葛城王牌則繼續衝刺保持速度。最終於其的堅持下，成功保持優勢，以頭位壓過對手奪得冠軍。
其後出戰秋季天皇賞，再次和千明代表決戰，比賽途中葛城王牌雖然保持穩定的節奏，但於直路上未能發揮出絕佳的實力，最終些微失速下獲得第五。
11月25日出戰日本盃，由於馬迷多數聚焦於千明代表及魯鐸象徵的新舊三冠馬對決，而且日本盃作爲當時日本唯一的國際招待賽事而有衆多外國名馬出戰，葛城王牌僅獲得第十人氣。比賽開始後，其一反以往先行的戰術，選擇搶佔位置快放，並一度於對面直線拋離處於第二位置的馬匹達10馬位，但隨即穩定節奏開始慢放，以61.6秒的步速通過前1000米。然而，當葛城王牌處於領先位置的時候，先行集團的賽駒包括魯鐸象徵等均未有行動，導致其於進入直路前的推進異常順暢。進入直路後，其開始發力衝刺，保持自身於比賽初段建立的優勢，最終成功一放到底以1 1/2馬位優勢率先衝線，不但再次獲得一級賽冠軍，更成爲首匹勝出日本盃的日本賽駒。
其後陣營宣佈將以12月23日的有馬紀念作爲其退役戰，比賽途中再次使用領放戰術，但本次比賽於直路上被發揮良好的魯鐸象徵超越，最終獲得第二。
年末，由於於年間兩勝一級賽的戰績，其於評選中獲得139票當選最佳5歲及以上雄馬。
其後按照計劃退役，並於1985年1月在京都競馬場舉行退役儀式。

### 詳細賽績
| 日期       | 舉辦國家 | 馬場 | 距離   | 級別     | 賽事名稱     | 負重 | 騎師     | 馬號 | 出馬 | 名次 | 時間   | 頭馬（二馬）         |
| ---------- | -------- | ---- | ------ | -------- | ------------ | ---- | -------- | ---- | ---- | ---- | ------ | -------------------- |
| 19/9/1982  | 日本     | 阪神 | 草1200 |          | 3歲新馬      | 53   | 崎山博樹 | 7    | 14   | 1    | 1:10.4 | （Clear Lancer）     |
| 3/10/1982  | 日本     | 阪神 | 草1400 |          | 萩特別       | 53   | 崎山博樹 | 12   | 12   | 2    | 1:23.1 | Mejiro Mont Cenis    |
| 16/10/1982 | 日本     | 京都 | 草1200 |          | 龍膽特別     | 53   | 崎山博樹 | 8    | 8    | 1    | 1:10.3 | （Takeno Hien）      |
| 27/11/1982 | 日本     | 京都 | 草1600 |          | 京都三歲錦標 | 55   | 崎山博樹 | 2    | 7    | 3    | 1:36.6 | Mejiro Mont Cenis    |
| 20/2/1983  | 日本     | 京都 | 草1600 |          | 京都四歲錦標 | 55   | 崎山博樹 | 13   | 13   | 13   | 1:39.8 | Uzumasa Ryu          |
| 19/3/1983  | 日本     | 阪神 | 草2000 |          | 春蘭賞       | 55   | 崎山博樹 | 7    | 12   | 1    | 2:04.5 | （Persepolis (馬)）  |
| 17/4/1983  | 日本     | 中山 | 草2000 | 八大競走 | 皋月賞       | 57   | 崎山博樹 | 3    | 20   | 11   | 2:10.4 | 千明代表             |
| 8/5/1983   | 日本     | 東京 | 草2000 | 重賞     | NHK盃        | 56   | 崎山博樹 | 15   | 16   | 1    | 2:02.9 | （Blue Durban）      |
| 29/5/1983  | 日本     | 東京 | 草2400 | 八大競走 | 東京優駿     | 57   | 崎山博樹 | 7    | 21   | 6    | 2:30.7 | 千明代表             |
| 26/6/1983  | 日本     | 中京 | 草1400 |          | 中京四歲特別 | 58   | 崎山博樹 | 8    | 12   | 2    | 1:23.7 | Nihon Pillow Winner  |
| 2/10/1983  | 日本     | 阪神 | 草2000 | 重賞     | 神戸新聞盃   | 56   | 崎山博樹 | 6    | 11   | 2    | 2:01.1 | Suzuka Koban         |
| 23/10/1983 | 日本     | 京都 | 草2000 | 重賞     | 京都新聞盃   | 57   | 西浦勝一 | 3    | 15   | 1    | 2:02.0 | （Lead Hoyu）        |
| 13/11/1983 | 日本     | 京都 | 草3000 | 八大競走 | 菊花賞       | 57   | 西浦勝一 | 18   | 21   | 20   | 3:12.6 | 千明代表             |
| 11/3/1984  | 日本     | 阪神 | 草2500 | GII      | 鳴尾記念     | 55   | 西浦勝一 | 7    | 15   | 4    | 2:35.1 | Hashi Rodi           |
| 1/4/1984   | 日本     | 阪神 | 草2000 | GII      | 產經大阪盃   | 56   | 西浦勝一 | 12   | 14   | 1    | 2:00.6 | （Long Grace）       |
| 13/5/1984  | 日本     | 京都 | 草2000 | GIII     | 京阪盃       | 58.5 | 西浦勝一 | 15   | 15   | 1    | 2:02.1 | （Sunny Ciboulette） |
| 3/6/1984   | 日本     | 阪神 | 草2200 | GI       | 寶塚紀念     | 56   | 西浦勝一 | 7    | 14   | 1    | 2:12.2 | （Suzuka Koban）     |
| 24/6/1984  | 日本     | 中京 | 草2000 | GII      | 高松宮盃     | 59   | 西浦勝一 | 5    | 8    | 5    | 2:04.4 | Kyoei Rare           |
| 7/10/1984  | 日本     | 東京 | 草1800 | GII      | 毎日王冠     | 59   | 西浦勝一 | 5    | 9    | 1    | 1:47.5 | （千明代表）         |
| 28/10/1984 | 日本     | 東京 | 草2000 | GI       | 秋季天皇賞   | 58   | 西浦勝一 | 7    | 15   | 5    | 1:59.5 | 千明代表             |
| 25/11/1984 | 日本     | 東京 | 草2400 | GI       | 日本盃       | 57   | 西浦勝一 | 10   | 14   | 1    | 2:26.3 | （Bedtime）          |
| 23/12/1984 | 日本     | 中山 | 草2500 | GI       | 有馬記念     | 57   | 西浦勝一 | 9    | 11   | 2    | 2:33.1 | 魯鐸象徵             |

## 退役後
退役後，葛城王牌成爲了配種馬，於北海道新冠町的牧場休養，在1985年進行配種。首批子嗣於1986年出生。首批子嗣可於1988年出賽。1991年4月28日，Yamanin Marine在東京四歲牝馬特別取勝，成爲首匹勝出分級賽的子嗣。
其後因爲開始衰老，被轉移至北海道三石町（今新日高町）中橋牧場進行治療，並於當地繼續進行配種工作。
2000年7月3日，於同一地點因爲心臟病發死亡，享年21歲（現20歲）。

### 主要子嗣
- Yamanin Marine（東京四歲牝馬特別）

## 血統簡介
父系爲Boysie Boy英國馬匹，未能查找到任何出賽紀錄。祖父King's Troop亦爲英國馬匹，同樣未能查找到任何出賽紀錄。
母系Tanino Venture爲日本賽駒，生涯僅出戰三場場次並只贏得其中一場。外祖父Venture爲英國賽駒，生涯戰績不俗，曾贏得七場頭馬。

### 血統表
| 父線：Princely Gift系（Nasrullah系）               |                              |                  |                  |
| 種馬 Boysie Boy 1965年（深棗色）                   | King's Troop 1957年（棗色）  | Princely Gift    | Nasrullah        |
| 種馬 Boysie Boy 1965年（深棗色）                   | King's Troop 1957年（棗色）  | Princely Gift    | Blue Gem         |
| 種馬 Boysie Boy 1965年（深棗色）                   | King's Troop 1957年（棗色）  | {{{ffm}}}        | {{{ffmf}}}       |
| 種馬 Boysie Boy 1965年（深棗色）                   | King's Troop 1957年（棗色）  | {{{ffm}}}        | {{{ffmm}}}       |
| 種馬 Boysie Boy 1965年（深棗色）                   | Rising Hope 1951年（深棗色） | The Phoenix      | Chateau Bouscaut |
| 種馬 Boysie Boy 1965年（深棗色）                   | Rising Hope 1951年（深棗色） | The Phoenix      | Fille de Poete   |
| 種馬 Boysie Boy 1965年（深棗色）                   | Rising Hope 1951年（深棗色） | Admirable        | Nearco           |
| 種馬 Boysie Boy 1965年（深棗色）                   | Rising Hope 1951年（深棗色） | Admirable        | Silvia           |
| 繁殖雌馬 Tanino Venture                            | Venture                      | Relic            | War Relic        |
| 繁殖雌馬 Tanino Venture                            | Venture                      | Relic            | Bridal Colors    |
| 繁殖雌馬 Tanino Venture                            | Venture                      | Rose Olynn       | Pherozshan       |
| 繁殖雌馬 Tanino Venture                            | Venture                      | Rose Olynn       | Rocklyn          |
| 繁殖雌馬 Tanino Venture                            | Abbey Bridge                 | Entente Cordiale | Djebel           |
| 繁殖雌馬 Tanino Venture                            | Abbey Bridge                 | Entente Cordiale | Herringbone      |
| 繁殖雌馬 Tanino Venture                            | Abbey Bridge                 | British Railways | Umidwar          |
| 繁殖雌馬 Tanino Venture                            | Abbey Bridge                 | British Railways | Euston           |
| 雌系：美寶莉系（號族：14-c）                       |                              |                  |                  |
| 五代內近親交配：Nearco 5×4、Pharos 5×5、Eastin 5×5 |                              |                  |                  |

## 命名由來
名字中，Katsuragi（カツラギ）是馬主野出長一冠名，但由來不明，可轉寫成漢字「葛城」；Ace（エース）就是紙牌中的A，於英語語境中，帶有「王牌」的意思。香港早期翻譯則忽略冠名部分，直接翻譯為「皇牌」。

## 外部連結
- 葛城王牌 netkeiba.com （页面存档备份，存于）
- 血統表 （页面存档备份，存于）